# Quinta Industries
Quinta Industries est une société spécialisée dans la post-production de films, créée en 1997 et mise en liquidation judiciaire en décembre 2011.
Le contrôle de Quinta Industries a été pris par Tarak Ben Ammar en 2002, à hauteur de 83% du capital : la société est ainsi devenue l'une des trois branches du groupe Quinta (avec Quinta Distribution et Quinta Communications).
Selon un article de Fabienne Schmitt publié par Les Échos, la mise en liquidation de Quinta Industries est « le reflet de la crise que traversent les industries techniques de l'audiovisuel et du cinéma ». 
La disparition de la société a été suivie de procédures judiciaires engagées à l'encontre de Tarak Ben Ammar.